# Yagong Dao
Yagong Dao (chinesisch 鴨公島 / 鸭公岛, Pinyin Yāgōng Dǎo), vietn. Đảo Ba Ba, engl. He Duck Island, ist eine knapp 0,01 km² große Koralleninsel im Südchinesischen Meer.

## Geografie
Die Insel hat eine Fläche von 9.800 m². Der höchste Punkt von Yagong Dao erhebt sich nur 3 m über die Wasseroberfläche. Der größte Teil der Inselfläche weist eine bodendeckende Vegetation auf, darunter einige wenige Bäume. Die Insel ist von ca. 100 Fischern bewohnt, die alle aus der Stadt Qionghai stammen.
Die Insel gehört zum Yongle-(Crescent-)Archipel der Paracel-Inseln.

## Geschichte
Erst 1983 erhielt die Insel, auch wegen ihrer geringen Größe, einen offiziellen Ortsname in der VR China.
Die Insel wird, wie die gesamte Inselgruppe, von der Volksrepublik China verwaltet, aber im Rahmen der Territorialkonflikte im Südchinesischen Meer auch von Vietnam und der Republik China auf Taiwan beansprucht.

## Verwaltung
In der VR China gehört die Insel zum Dorf Yagong (鸭公村) der Stadt Sansha, Provinz Hainan. Der Verwaltungssitz des Dorfes befindet sich auf Yagong Dao; das Dorf umfasst auch die Inseln Quanfu Dao, Xianshe Yu, Yin Yu und Yinyu Zai.